# Marcel Bozonnet
Pour les articles homonymes, voir Bozonnet.
Marcel-Louis Bozonnet est un acteur, metteur en scène et pédagogue français né à Semur-en-Auxois le 18 mai 1944.

## Biographie

### Formation artistique
Passionné de cinéma et de philosophie, Marcel Bozonnet découvre le théâtre durant sa scolarité avec Michel Pruner et Jean Maisonnave (de l’école primaire à l’Université) en passant par l’organisme de la Jeunesse et Sports où il rencontre Maurice Masuelle qui le prépare à être un comédien amateur éclairé (il lui fait découvrir des auteurs comme Jean Tardieu, Bertolt Brecht, Simone de Beauvoir), la danseuse Marie-Jo Gros, qui aura une grande importance pour lui, et le poète François Dominique.
En 1966 il rencontre, à l'occasion du festival des Nuits de Bourgogne, Victor Garcia, artiste d’avant-garde, qui lui fait interpréter le rôle d'Emanou dans Le Cimetière des voitures d'Arrabal. Marcel Maréchal le remarque lors de cette représentation et lui propose de rejoindre sa troupe à Lyon où il va peu à peu faire l’expérience de la pratique de la scène et de la camaraderie théâtrale. Il interprète des textes de Jean Vauthier, Louis Guilloux, Paul Claudel et Shakespeare.
Deux ans plus tard, Marcel Bozonnet monte à Paris où il poursuit sa formation avec la danseuse Laura Sheleen, élève de l'École de Martha Graham, avec laquelle il s'imprègne de l’école américaine en s’initiant à une danse qui repose sur le calme, la tranquillité, la souplesse, la respiration qui lui plait énormément et dont il s’inspire pour son jeu d’acteur.
En 1968, il se lie d’amitié avec Alain Crombecque et rencontre Patrice Chéreau qui lui propose de jouer dans sa mise en scène des Soldats de Jacob Lenz.
Dans cette même période, Marcel Bozonnet fait aussi la connaissance de Jean-Marie Villégier et François Regnault qui lui permettent d’appréhender au plus près le monde du théâtre. C’est ainsi qu’il pourra conjuguer ses aspirations philosophiques et littéraires avec l’Histoire du théâtre. Les rencontres artistiques se poursuivent : Valère Novarina, Jean-Louis Jacopin et les comédiens Tatiana Moukhine, Pierre Tabard et Catherine Sellers qui l’accueillent et le soutiennent. Il devient aussi l'assistant de Roger Blin pour sa création de Macbeth de Shakespeare.
En 1982, Marcel Bozonnet, à la demande de Jacques Toja, intègre la troupe de la Comédie Française comme pensionnaire pour interpréter Victor, dans Victor ou les enfants au pouvoir de Roger Vitrac, mis en scène par Jean Bouchaud. Il devient sociétaire en 1986, année où il interprète Antiochus, dans Bérénice de Racine, sous la direction de Klaus-Michaël Grüber. Il se produit également dans Cinna, Le Balcon, Les Femmes Savantes, Tête d'Or, Torquato Tasso, La Vie de Galilée, Le Médecin malgré lui et Le Médecin volant, Le Barbier de Séville.

### Responsable d'institutions et pédagogue
Au début des années 1980, Marcel Bozonnet rencontre Eric Blanche avec qui il va créer dans sa ville natale, Semur-en-Auxois, le festival de théâtre « Scènes en découverte » qui dure de 1983 à 1989. Cette expérience est fondatrice pour Marcel Bozonnet.
De 1979 à 1984, est professeur d’interprétation à l’école de la Rue Blanche (aujourd’hui ENSATT).
Il est nommé directeur du Conservatoire National Supérieur d'Art Dramatique en janvier 1993 et quitte la Comédie Française. Il occupe cette fonction jusqu’en juillet 2001. À ce poste, il s’emploie à défendre le travail vocal et corporel en créant deux nouveaux départements : Danse, dirigé par Caroline Marcadet, et Chant, dirigé par Alain Zaepffel. Il développe des ateliers en faisant appel à des intervenants étrangers (Klaus Michaël Grüber, Piotr Fomenko, Gregory Motton…). Il met aussi en relation le Conservatoire avec deux autres écoles : la FEMIS et Les Arts décoratifs.
En 2001, il est nommé administrateur général de la Comédie-Française, poste qu’il occupe jusqu’en 2006. Durant ces années, il poursuit la mission de la Comédie-Française en programmant un répertoire classique et ouvre également la salle Richelieu à des auteurs contemporains en faisant notamment entrer au répertoire Marie NDiaye et Valère Novarina. Sa mandature est marquée par l’invitation de grands metteurs en scène internationaux comme Bob Wilson, Piotr Fiomenko, ou Anatoli Vassiliev, ainsi que par l’engagement du premier artiste noir au sein de la troupe de la Comédie Française : Bakary Sangaré. Il met en scène pour la salle Richelieu Le Tartuffe ou l’imposteur de Molière en mai 2005 et Orgie de Pasolini au Vieux-Colombier en janvier 2007. Le metteur en scène Bruno Bayen lui propose de monter une pièce de Peter Handke : Le voyage au pays sonore ou l’art de la question. Mais Marcel Bozonnet lit dans un article du Nouvel Observateur que Peter Handke s’est rendu aux obsèques de Slobodan Milosevic en mars 2006 et qu’il a pris la parole pour défendre sa mémoire. Après trois semaines de réflexion, aucun contrat n’étant encore signé, il prend la décision de déprogrammer la pièce de Handke. Au terme de ses cinq années de mission en tant qu’administrateur, son mandat n’est pas renouvelé.

### Directeur de compagnie
En 2006, Marcel Bozonnet crée sa compagnie « Les Comédiens voyageurs » avec laquelle il est en résidence à la Maison de la Culture d’Amiens de 2007 à 2014. Il poursuit une tournée en Afrique, en Algérie, dans la péninsule arabique et au Moyen-Orient avec des lectures de poèmes de la littérature arabo-musulmane, française et algérienne. Il met en scène Jackie de Elfriede Jelinek avec Judith Henry et Rentrons dans la rue ! à partir de textes de Victor Hugo et d’Antonin Artaud, spectacle présenté en décentralisation dans les gymnases des établissements scolaires, dont il est aussi l’interprète. Il met ensuite en scène Baïbars, le mamelouk qui devint sultan, à partir du Roman de Baïbars, un conte de la littérature arabo-musulmane. Après Chocolat, clown nègre créé en février 2012, d’après un texte de l’historien Gérard Noiriel sur le premier artiste noir de la scène française, il présente Le couloir des exilés de Michel Agier et Catherine Portevin en mars 2013 à la Maison de la Culture d’Amiens, puis en tournée dans le département de la Somme. En 2014, dans le cadre du Festival des Francophonies en Limousin, il crée en collaboration avec le musicien Richard Dubelski un projet théâtral et musical avec une soixantaine d’amateurs : Jamais mon cœur n’a retiré sa bienveillance à la ville d’Alep.
En 2015, il crée Soulèvement(s), avec l’actrice Valérie Dréville et le musicien Richard Dubelski est représentée en octobre 2015 à la Maison des Métallos à Paris. Puis en 2016, artiste coopérateur au Théâtre de l'Union - Centre Dramatique National du Limousin, il renoue avec la démarche de Rentrons dans la rue !, et poursuit le travail entâmé avec Le couloir des exilés en créant le La neuvième nuit, nous passerons la frontière, d'après les travaux de Michel Agier et Catherine Portevin. Le spectacle est répété au lycée agricole des Vaseix, puis tourne dans le Limousin, en Seine-Saint-Denis (avec la MC93 Bobigny), et en Nouvelle Aquitaine.
Parallèlement, à la demande du Conservatoire National Supérieur d'Art Dramatique, Les comédiens Voyageurs portent la première édition du projet TranceForms dans le cadre du Programme Culturel Franco-Emirien "Dialogue avec le Louvre Abu-Dhabi", porté par l'Institut Français, le Ministère des Affaires Etrangères, et le "Tourism and Culture Authority" Emirien. Pensé en écho au projet universaliste et humaniste du Louvre Abu Dhabi, ce programme, mené par Marcel Bozonnet et Caroline Marcadé, vise à encourager une nouvelle génération vivant aux Émirats arabes unis à s’emparer de son histoire, des arts de la scène, de ses lieux de présentation et de production, et à développer sa relation au monde. En se centrant sur la formation de jeunes artistes émiriens ou résidents aux Émirats arabes unis, il s’agit de lier transmission et création en proposant des sessions de formation à Abu Dhabi et à Paris qui aboutiront à la fabrique d’un spectacle : أنا لغتي  (Ana Lughati) / Je suis ma langue, créé à Abu Dhabi en 2017.
Puis en 2018, Marcel Bozonnet créé avec le claveciniste Olivier Baumont et la soprano Jeanne Zaepfel, le spectacle Madame se meurt ! sur des textes de Bossuet, Madame de Lafayette, Saint-Simon, Alix Cléo Roubaud... et des musiques de Michel de Chambonnières, Lambert, Purcell ainsi qu'une création musicale de Thierry Pécou.
En 2019, il met en scène au Théâtre du Jeu de Paume Le Testament de Beethoven sur un texte d'Ami Flammer et des musiques de Ludwig van Beethoven, John Cage, Salvatore Sciarrino, Giacinto Scelsi, Gustav Mahler... 
En 2020, il met en scène avec Pauline Devinat Le Laboureur de Bohême au Théâtre de Poche-Montparnasse, puis, en 2022, La Vie des fois de Muriel Mingau au Théâtre de l'Union (CDN du Limousin) et La Rue d'Isroel Rabon au Théâtre du Soleil.

## Théâtre

### Comédien
- 1966 : Le Cimetière des voitures de Fernando Arrabal, mise en scène Victor Garcia
- 1966 : L'oiseau Recommencé, de François Dominique, Nevers, Éducation Populaire, direction Maurice Massuelle
- 1967 : Cripure d’après Louis Guilloux , mise en scène Marcel Maréchal, Lyon
- 1968 : Les Soldats de Jakob Michael Reinhold Lenz, mise en scène Patrice Chéreau, Théâtre de Chaillot
- 1969 : Syllabaire pour Phèdre de Maurice Ohana, Festival d'Avignon
- 1970 : Le sang de Jean Vauthier, mise en scène Marcel Maréchal
- 1973 : Pandaemonium d'après Le Château des Carpathes de Jules Verne, mise en scène Anne Delbée, Festival d'Avignon
- 1973 : Bond en avant de Pierre Guyotat, mise en scène Alain Ollivier
- 1974 : Les Miracles d'Antoine Vitez à partir de l'Évangile selon Jean, mise en scène de l'auteur, Théâtre national de Chaillot
- 1975 : En attendant Godot de Samuel Beckett, mise en scène Bernard Ballet, Théâtre du Huitième
- 1975 : L'Œil de la tête d'après Marquis de Sade, mise en scène Philippe Adrien et Jean-Claude Fall, Festival d'automne à Paris, Théâtre Récamier
- 1976 : Les Musiciens, les Émigrants de Liliane Atlan, mise en scène Fabio Pacchioni, Théâtre le Palace (Paris)
- 1977 : L’imbécile regarde le doigt de Christian Rist, mise en scène Marcel Bozonnet, Théâtre du Gymnase (Marseille)
- 1979 : Le Prince de Hombourg d'Heinrich von Kleist, mise en scène Petrika Ionesco, Festival de la Cité Carcassonne
- 1979 : Marie de l'Incarnation d'après sa correspondance, mise en scène Jean-Louis Jacopin, Théâtre du Lucernaire
- 1981 : Le canard sauvage de Henrik Ibsen, mise en scène de Lucian Pintilie
- 1982 : Victor ou les Enfants au pouvoir de Roger Vitrac, mise en scène Jean Bouchaud, Comédie-Française au Théâtre de l'Odéon
- 1983 : Les Estivants de Maxime Gorki, mise en scène Jacques Lassalle, Comédie-Française
- 1984 : Cinna de Corneille, mise en scène Jean-Marie Villégier, Comédie-Française
- 1984 : Bérénice de Racine, mise en scène Klaus Michael Grüber, Comédie-Française Salle Richelieu : Antiochus (77 fois, 1984-1985)
- 1985 : Le Balcon de Jean Genet, mise en scène Georges Lavaudant, Comédie-Française
- 1986 : Le cantique des cantiques, mise en scène Jacques Destoop, Comédie-Française
- 1988 : Le Public de Federico Garcia Lorca, mise en scène Jorge Lavelli, Théâtre national de la Colline
- 1988 : Tête d'or de Paul Claudel, mise en scène Aurélien Recoing, Théâtre national de l'Odéon
- 1989 : La Vie de Galilée de Bertolt Brecht, mise en scène Antoine Vitez, Comédie-Française
- 1989 : Et les chiens se taisaient d'Aimé Césaire, lecture Festival d'Avignon
- 1989 : Torquato Tasso de Goethe, mise en scène Bruno Bayen, Théâtre national de l'Odéon
- 1990 : Le médecin volant et Le médecin malgré lui de Molière, mise en scène de Dario Fo, Comédie-Française
- 1991 : Père d'August Strindberg, mise en scène Patrice Kerbrat, Comédie-Française
- 1992 : Les Dits de lumière et d'amour d'Ève Duperray, mise en scène Marie-Paule André, Festival d'Avignon
- 1992 : Pour Serge Rezvani lecture France Culture Comédie-Française Festival d'Avignon
- 1993 : Ugui de Piotr Moss, Récitant, Festival d'Avignon
- 1994 : La Seine de Raymond Roussel, lecture Festival d'Avignon
- 1995 : Nouvelles et contes II, Bal à Wiepersdorf et Imbiss à Oranienbaum d'Ivane Daoudi, lecture Festival d'Avignon
- 1996 : La Princesse de Clèves de Madame de La Fayette, mise en scène Marcel Bozonnet, Théâtre de Lorient  (spectacle qu’il ne cessera de jouer jusqu’en 2014 : Théâtre Firmin Gémier, Théâtre de la Criée, Théâtre de l’Ouest Parisien, Théâtre des bouffes du Nord, Théâtre de la Bastille…)[4]
- 1996 : Vita Nova de Dante Alighieri, lecture Festival d'Avignon
- 1997 : Ici commence la grande nuit des mots de Louis Aragon, mise en scène Viviane Théophilidès, Festival d'Avignon
- 1997 : Poèmes d'Antoine Vitez, lecture Festival d'Avignon
- 1999 : Antigone de Sophocle, mise en scène Marcel Bozonnet, Théâtre de la Bastille
- 2002 : La Machine infernale de Jean Cocteau, mise en scène Gloria Paris, Théâtre de l'Athénée-Louis-Jouvet
- 2002 : La Grande Roue de Václav Havel, mise en lecture Marcel Bozonnet, Festival d'Avignon
- 2003 : Présences de Kateb Yacine, lecture Festival d'Avignon
- 2004 : De l'esprit d'escalier d'après les Sonnets de Louise Labé, mise en scène Lila Greene
- 2005 : Mon corps, mon gentil corps, dis-moi de Jan Fabre, lecture Festival d'Avignon
- 2008 : Gavroche, rentrons dans la rue ! d'après Théâtre de Séraphin d'Antonin Artaud et Les Misérables de Victor Hugo, mise en scène Marcel Bozonnet, Maison des arts et de la culture de Créteil, (2009 :Théâtre en Bois Thionville)
- 2012 : Chocolat Clown nègre de Gérard Noiriel, mise en scène Marcel Bozonnet, Maison de la culture Amiens, Théâtre des Bouffes du Nord, Comédie de Caen
- 2012 : Mai, Juin, Juillet de Denis Guénoun, mise en scène Christian Schiaretti, TNP
- 2013 : Le Couloir des exilés d’après Michel Agier, mise en scène Marcel Bozonnet, Maison de la Culture d’Amiens
- 2014 : En attendant Godot, de Samuel Beckett, mise en scène Marcel Bozonnet, Jean Lambert-wild et Lorenzo Malaguerra, Comédie de Caen
- 2015 : Ivanov de Anton Tchekhov, mise en scène Luc Bondy, Théâtre de l'Odéon
- 2015 : Soulèvement(s) création collective des Comédiens Voyageurs (Marcel Bozonnet, Valérie Dréville et Richard Dubelski), Maison des Métallos
- 2018 : Madame se meurt ! un projet de Marcel Bozonnet et Olivier Baumont
- 2021 : La Cerisaie d'Anton Tchekhov, mise en scène Tiago Rodrigues, Festival d'Avignon

### Metteur en scène
En parallèle de son travail de comédien et de pédagogue, Marcel Bozonnet se consacre dès les années 1970 à la mise en scène et les années 1990 sont les plus prolifiques : Scènes de la grande pauvreté de Sylvie Péju au Théâtre de Gennevilliers (1990), Le Surmâle d'Alfred Jarry, opérette moderne, sur une musique de Bruno Gillet au Théâtre des Arts de Rouen (1993), La Princesse de Clèves (1995) d'après le roman de Madame de La Fayette, spectacle qu'il interprète également et qui tourne régulièrement en France et à l’étranger depuis sa création. En juin 1998 il met en scène Dido and Aeneas opéra en trois actes de Henry Purcell, sous la direction musicale de David Stern pour le Festival International d'art lyrique d'Aix-en-Provence, Académie européenne de musique. En janvier 1999, il met en scène à La Maison de la Culture de Bourges puis au Théâtre de La Bastille Antigone de Sophocle dans une nouvelle traduction de Jean et Mayotte Bollack.
- 1983 : La Lune déclinante sur 4 ou 5 personnes qui dansent de Marcel Bozonnet, festival de Semur-en-Auxois
- 1984 : Naïves Hirondelles de Roland Dubillard, avec les élèves de 3e année de l'ENSATT, Festival d'Avignon
- 1986 : Les Elégies de Duino de Rainer Maria Rilke, Festival d'Avignon
- 1988 : Huis clos de Jean-Paul Sartre, Sarlat
- 1990 : Scènes de la grande pauvreté de Sylvie Péju, Théâtre de Gennevilliers
- 1996 : Ophélie et autres animaux de Jacques Roubaud, Festival de Bellac
- 1996 : La Princesse de Clèves de Madame de La Fayette, Maison de la culture de Bourges
- 1999 : Antigone de Sophocle, Maison de la Culture de Bourges, Théâtre de la Bastille
- 2005 : Le Tartuffe de Molière, Comédie-Française
- 2006 : Mon corps mon gentil corps, dis-moi... de Jan Fabre, Studio-Théâtre de la Comédie-Française
- 2006 : Jackie d'Elfriede Jelinek, Théâtre du Rond-Point , Maison de la culture d'Amiens
- 2007 : Orgie de Pier Paolo Pasolini, Comédie-Française Théâtre du Vieux-Colombier
- 2011 : Amadis de Gaule, tragédie lyrique en 3 actes de Jean-Chrétien Bach, livret Alphonse de Vismes d’après Philippe Quinault, direction musicale Jérémie Rhorer, Opéra royal de Versailles, 2012 : Opéra-Comique

Mises en scène au sein de la compagnie des Comédiens voyageurs :
- 2008 : Rentrons dans la rue ! d'après Théâtre de Séraphin d'Antonin Artaud et Les Misérables de Victor Hugo, Maison des arts et de la culture de Créteil
- 2010 : Baïbars, le mamelouk qui devint sultan d'après le Roman de Baïbars, Théâtre Jean Vilar Suresnes, Théâtre Silvia-Monfort
- 2012 : Chocolat Clown nègre de Gérard Noiriel, Maison de la culture Amiens, Théâtre des Bouffes du Nord, Comédie de Caen
- 2014 : Jamais mon cœur n’a retiré sa bienveillance à la ville d’Alep, livret et mise en scène Marcel Bozonnet, festival francophonie en Limousin
- 2014 : En attendant Godot, de Samuel Beckett, mise en scène de Marcel Bozonnet, Jean Lambert-wild et Lorenzo Malaguerra, Comédie de Caen
- 2015 : Soulèvement(s) création collective de Marcel Bozonnet, Valérie Dréville et Richard Dubelski), Maison des Métallos
- 2016 : Le Couloir des exilés - la Neuvième nuit, nous passerons la frontière d'après Michel Agier et Catherine Portevin
- 2017 : Ana Lughati / Je suis ma langue Mise en scène Marcel Bozonnet, Chorégraphie Caroline Marcadé, dans le cadre de l'ouverture du Louvre Abu Dhabi
- 2018 : Madame se meurt ! un projet de Marcel Bozonnet et Olivier Baumont, Théâtre de Poche Montparnasse
- 2019 : Le Testament de Beethoven, sur un texte d'Ami Flammer, Théâtre du Jeu de paume (Aix-en-Provence)
- 2020 : Le Laboureur de Bohême, mise en scène Marcel Bozonnet et Pauline Devinat, Théâtre de Poche Montparnasse
- 2021 : La Vie des fois de Muriel Mingau, Théâtre de l'Union (CDN du Limousin)

La Rue d'Isroel Rabon au Théâtre du soleil

## Filmographie succincte

### Cinéma
- 1971 : Out one : noli me tangere de Jacques Rivette
- 1974 : Une baleine qui avait mal aux dents de Jacques Bral
- 1990 : Lacenaire de Francis Girod
- 1993 : Louis, enfant roi de Roger Planchon
- 1994 : Jeanne la Pucelle de Jacques Rivette
- 1995 : Haut bas fragile de Jacques Rivette

### Télévision
- 1982 : Mersonne ne m'aime de Liliane de Kermadec - Lacquis
- 1994 : L'Incruste d'Émilie Deleuze
- 1995 : Julie Lescaut, épisode 3, saison 4, "Recours en grâce" de Joyce Bunuel - Sylvain Levasseur
- 1997 : Pardaillan d'Edouard Niermans
- 2006 : Le Cri d'Hervé Baslé
- 2011 : La Très excellente et divertissante histoire de François Rabelais d'Hervé Baslé